# 우정총국
우정총국(郵征總局)은 조선 시대 후기 우체업무를 담당하던 관청으로 한국 역사상 최초의 우체국이라고 할 수 있다. 대한민국 서울특별시 종로구에 남아 있는 건물은 대한민국의 사적 제213호로 지정되어 있다.

## 역사
1882년 12월 통리아문(統理交涉通商事務衙門) 내에 우정사(郵程司)가 설치되었다. 조선정부는 처음으로 일본, 영국, 홍콩 등 외국과 우편물교환협정을 체결하고, 1884년 11월 18일(음력 10월 1일) 최초로 근대적인 우편 활동을 시작하였다.

## 정보
우정총국은 조선 말기 우체 업무를 담당하던 관청이었다. 우정총국은 고종 21년(1884년) 4월 22일(음력 3월 27일)에 재래의 역전법(驛傳法)을 근대식 우편제도로 고쳐 설치되어, 4월 23일(음력 3월 28일) 책임자로 홍영식(洪英植, 1855∼1884)이 임명되어 법령을 마련하는 등 개국 준비를 하였으며, 같은 해 11월 18일(음력 10월 1일) 처음으로 우체업무를 시작하였다. 12월 4일(음력 10월 17일) 우정총국 청사의 낙성 및 개설 축하연을 이용해 개화파들이 갑신정변(甲申政變)을 일으켰으나 실패하여 12월 8일(음력 10월 21일) 폐지되었다. 폐지된 이후에도 우체업무는 계속되다가, 실제로 우체 업무가 폐쇄된 것은 1885년 1월 5일(1884년 음력 11월 20일)이었다. 우정총국 낙성식을 대비하여 다섯 종류의 우표(오문ㆍ십문ㆍ이십오문ㆍ오십문ㆍ백문)를 발행하기도 하였지만 갑신정변으로 사용하지 못하였다.  

### 우정총국 건물
우정총국 건물은 지하철 안국역 서쪽의 안국동사거리에서 남쪽의 종각 방향으로 난 우정국로를 따라 내려가면 오른쪽에 위치하고 있다. 조선시대 궁중에서 쓰이는 의약을 제조하고 약재를 재배하던 전의감(典醫監)이 있던 곳이다. 즉, 전의감 청사를 활용하여 우정총국을 개청하였다.
이 건물은 근대식 우편제도를 처음으로 국내에 도입한 개화기의 한 상징물로, 원래 여러 동(건물)이 있었던 것으로 추측된다. 현재의 건물은 도리칸 5칸, 보칸 3칸 규모이며 남향이다. 내부 천정은 내진 부분을 소란우물반자로, 외진을 연등천장으로 꾸몄고, 바닥은 대리석을 깔았다. 현재 지붕의 합각면이 있는 처마 아래에는 '郵征總局(우정총국)' 편액이 걸려있고, 도로면을 향하고 있다.
건물의 남쪽 양 모서리와 북쪽면의 기둥은 모두 원기둥이고, 나머지는 사각기둥이다. 정면 가운데 칸에는 두짝 문을 내었고, 나머지 칸에는 모두 사분합창을 내었으며, 상부는 모두 빛살 광창을 설치했다. 처마는 홑처마이고, 단청을 하였다. 무출목 초익공계 건물이며, 지붕은 팔작지붕이고 합각면은 전벽돌로 처리되었다.
이곳에는 한어학교(漢語學校)가 들어서기도 했으며 이어서 중동학교(中東學校)가 사용하기도 했다. 1972년 12월 4일 체신부가 인수하여 우정총국체신기념관으로 개관하였으며, 1987년 5월 건물의 대대적인 보수공사를 하고 현재의 모습으로 건물과 주변이 조성되었다. 지금의 건물은 기념관의 기능에 따라 일부가 고쳐진 것으로 원래의 형상은 아니다.
2012년, 128년 만에 우체 업무도 같이 하게 되었다. 현재 느린 우체통 서비스도 함께 제공하고 있다. 느린우체통은 빠른 것을 중요시 여기는 21세기에 기다림의 의미를 일깨워 주기 위해 설치 된 것으로 엽서에 사연을 적어 우체통에 넣으면 1년 뒤에 적어둔 주소로 배달해 준다.

## 같이 보기
- 홍영식

## 참고 자료
- 우정총국 - 국가유산청 국가유산포털